# Patran

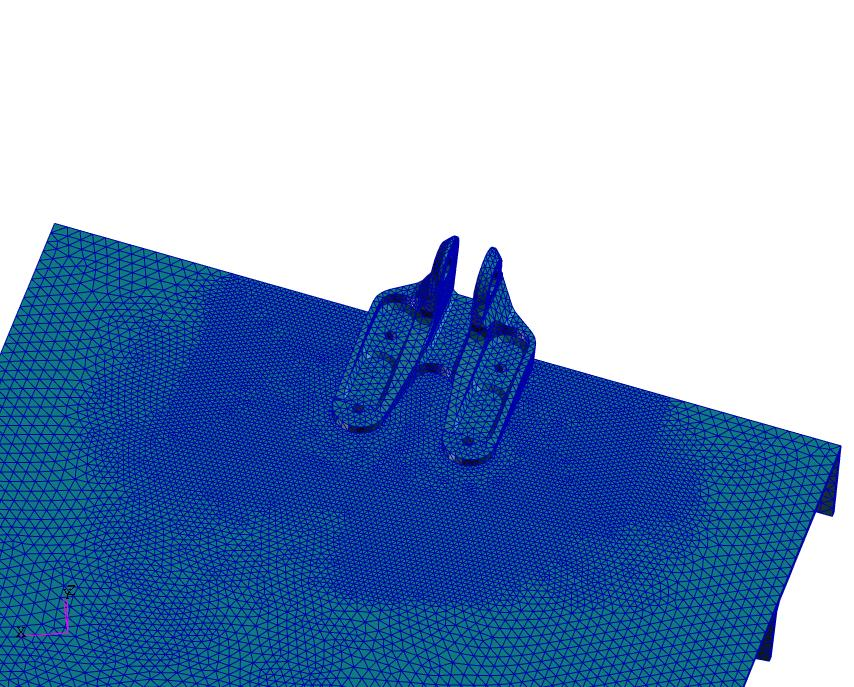
Ejemplo de mallado con Patran.

Patran es un programa de ingeniería asistida por computadora (CAE) que proporciona una interfaz gráfica al pre- y posprocesado de modelos de elementos finitos y sus resultados.
The MacNeal-Schwendler Corporation (MSC) es la empresa que lo comercializa.
Dado que ambos productos son distribuidos por la misma compañía, se usa frecuentemente como pre- y posprocesador de Nastran.

## Secuencia de trabajo
La secuencia de trabajo simplificada consiste en: 
1. Definir una geometría.
2. Mallar con elementos finitos dicha geometría.
3. Asignar propiedades a los elementos finitos.
4. Definir las condiciones de contorno para cada caso de carga.
5. Definir las cargas externas aplicadas para cada caso de carga.
6. Definir el tipo de análisis.
7. Exportar un fichero de entrada para un software de análisis de elementos finitos y ejecutarlo.
8. Importar en Patran los resultados del análisis.
9. Analizar los resultados mediante la interfaz gráfica.